# Инглингатал
Юнглингатал (на староскандинавски: Ynglingatal) е скалдическа поема, върху която по-късно Снори Стурлусон построява своята Сага за Юнглингите, която е част от по-обширната му творба Хеймскрингла. Юнглингатал е създадена между края на 9-и и началото на 10 в. от Тюдолв Сладкодумния, който бил скалд (придворен поет) при норвежкия крал Харал Прекраснокосия. Юнглингатал е сказание в стихотворна форма за норвежкия конунг Рагнвал Хайдюмхааре, син на Олав Гайщад-Алв и племенник на Халвдан Черния. Сагата изброява тридесет поколения негови предци с подробно описание на смъртта на всеки един от тях и за част от тях дава и информация къде са били погребани.
Сагата се е запазила в три версии:
- Като цитати в Сага за Юнглингите на Снори Стурлусон, написана ок. 1230 г.;
- в „Historia Norwegiæ“, латинския превод на Юнглингатал, написан през 12 или началото на 13 в.;
- в Книга за исландците, създадена ок. 1125 г. от Ари Торгилсон, която съдържа само имената без други данни и подробности.